# Empresa do Caminho de Ferro de Benguela-E.P.
A Empresa do Caminho de Ferro de Benguela-E.P. GOMAI (ECFB-EP) foi uma empresa pública de administração indireta angolana responsável pela operação ferroviária de serviços de carga e de passageiros no trecho angolano do Caminho de Ferro de Benguela.
Entre 1902 e 2001 a empresa foi uma sociedade por quotas, depois sociedade anónima de responsabilidade limitada (S.A.R.L.), constituída para construir e explorar a concessão do Caminho de Ferro de Benguela, outorgada pelo governo português por contrato de 28 de novembro de 1902, aprovado por decreto da mesma data. Este contrato, conhecido por "Contrato Williams", foi celebrado entre o Estado português, representado por António Teixeira de Sousa, ao tempo Ministro da Marinha e Ultramar, e o engenheiro escocês Robert Williams, o qual em troca das garantias de concessão se obrigava a construir e explorar uma linha de caminho-de-ferro desde o porto do Lobito até à fronteira leste de Angola, e respectivos ramais em território angolano. Nos termos daquele contrato, a concessão de exploração era válida por 99 anos e terminou no dia 28 de novembro de 2001, revertendo a favor do Estado angolano, como sucessor do Estado português no respectivo contrato, todos os meios fixos e circulantes da Companhia.
Em 6 de setembro de 2003, após findo o contrato de concessão, o governo angolano decretou a recapitalização da companhia, passando a denominar-se "Empresa do Caminho de Ferro de Benguela-EP", abreviadamente ECFB-EP, gerida por um Conselho de Administração nomeado pelo Presidente da República. A empresa foi novamente descapitalizada em 2024, na medida em que o Caminho de Ferro de Benguela passou à administração privada.

## Historial

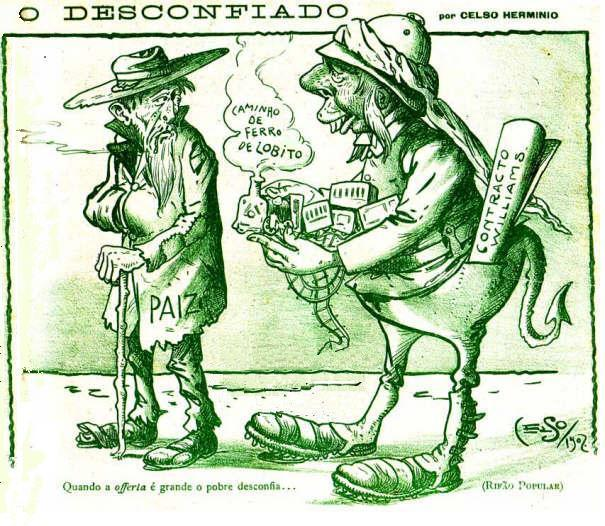
Caricatura de Celso Hermínio mostrando Robert Williams, de contrato no bolso, oferecendo a Portugal uma linha de caminho de ferro no Lobito.

### O Contrato Williams
A fundação do Caminho de Ferro de Benguela e a criação do Porto do Lobito tiveram a sua génese nos anos finais do século XIX, quando Cecil Rhodes encarregou um dos seus associados, o engenheiro escocês Robert Williams, de explorar a região de Catanga, tendo este descoberto que a região era rico em minério de cobre. Daí resultou um interesse britânico na criação de uma via que permitisse ligar a região à costa atlântica, permitindo uma rota mais curta, alternativa às da costa moçambicana e do Cabo. Para ligação ao transporte marítimo foi escolhido o porto do Lobito, cuja restinga e características de abrigo e profundidade permitiam uma solução portuária relativamente fácil de construir.
Escolhida a rota, o governo português foi cuidadosamente abordado, pois ao tempo ainda se vivia a reacção anti-britânica desencadeada em Portugal pelo ultimato britânico de janeiro de 1890, cujo elemento desencadeador fora a soberania sobre a região onde se situavam os depósitos minerais sendo que Cecil Rhodes era visto pela imprensa e pelos meios políticos como o verdadeiro instigador do ultimato. A estratégia escolhida foi a utilização de um intermediário, o engenheiro Robert Williams, que aparecia como desligado dos interesses de Rhodes e das suas companhias majestáticas.
A oportunidade surgiu quando o concurso para a concessão da ligação entre Catumbela e Benguela, que fora autorizada pela Lei de 12 de agosto de 1899, ficou deserto. Aquela ligação, de apenas 23 km, fora construída em 1883 como uma linha de bitola estreita entre o Lobito e Benguela, mas em 1899 não estava concluída e não tinha exploração regular, estando na posse do município de Benguela e servindo principalmente de caminho para carros de bois e para cavalos. Foi essa situação, e o interesse em estender a linha para o interior, que levou à abertura do concurso de 1899, concurso que ficou deserto. Um segundo concurso, destinado à concessão da primeira secção da via, entre o Lobito e o Monte Sahoa, foi aberto em 1901. Foi nessa altura que, depois de enviar dois técnicos em viagem exploratória a Lisboa, onde contactaram Ernesto de Vasconcelos, secretário perpétuo da Sociedade de Geografia de Lisboa, e outras individualidades portuguesas, que Robert Williams abordou o diplomata Luís Augusto Pinto de Soveral, Marquês de Soveral e o general Joaquim José Machado, pedindo que fossem seus intermediários no contacto com o Governo português. Na sequência desses contactos, o então Ministro da Marinha e Ultramar, o médico António Teixeira de Sousa, recebeu Williams, mas ao saber que ele pretendia construir uma linha atravessando todo o território angolano, muito para além da que estava a concurso, e ainda por cima sem contrapartidas do Estado português, julgou estar perante uma proposta pouco séria. Ainda assim, fixou o depósito necessário em £100 000 libras esterlinas, julgando assim desincentivar o negócio.
Contudo, algumas semanas depois o depósito foi feito e as negociações iniciaram-se no meio de grande segredo. Quando se aproximavam do seu termo foram descobertas pela imprensa, desencadeando-se uma fortíssima oposição, que aproveitando o forte sentimento anti-britânico acusava o Ministro Teixeira de Sousa de participar numa ignóbil negociata que levara à perda de Angola para os britânicos. O contrato, que a imprensa da época celebrizou como o "Contrato Williams" (ou Concessão Williams), foi objecto de contundentes críticas no parlamento português, com a oposição em massa a acusar o governo de trair os interesses nacionais. Apesar disso, e de ter contribuído para a queda do governo presidido por Ernesto Rodolfo Hintze Ribeiro, o contrato foi assinado em 28 de novembro de 1902, concedendo a Roberto Williams, por 99 anos, o direito exclusivo de construir e explorar uma via-férrea que ligasse o porto do Lobito à fronteira de Angola com o Catanga, junto ao paralelo 12º 30' N. O contrato foi confirmado por decreto do mesmo dia, desencadeando uma tempestade de protestos no parlamento, liderada por Manuel Afonso de Espregueira, que contudo não o revogou.

### Criação da Companhia

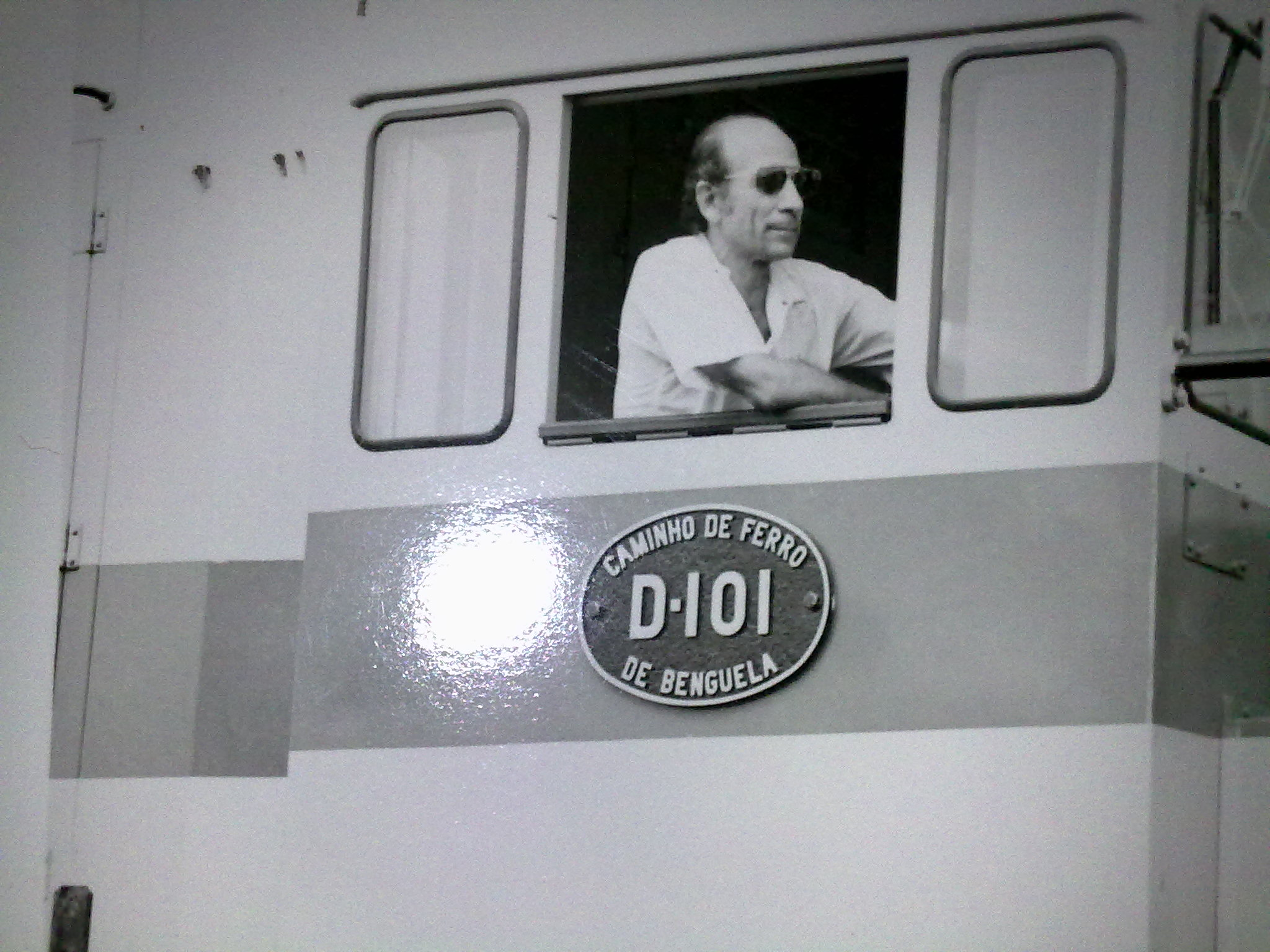
Locomotiva do CFB, em 1973

Assinado o contrato de concessão e obtido, no mesmo dia, a confirmação governamental, foi iniciado o processo de criação da Companhia do Caminho de Ferro de Benguela, entidade à qual caberia administrar a construção da linha e realizar a sua exploração. Constituída em Lisboa, conforme estipulava a concessão, teve os seus estatutos aprovados pelo decreto de 25 de maio de 1903, e registados no Tribunal do Comércio de Lisboa a 28 de maio de 1903.
Existindo o compromisso de chegar a Catengue, a 122 km de Benguela, em apenas 10 meses, as obras foram iniciadas logo a 1 de março de 1903. Para além desse prazo extremamente curto, de acordo com o contrato de concessão, a linha tinha de seguir o traçado do reconhecimento inicial português destinado a ligar Benguela, o então porto de mar cujas condições de utilização eram bastante precárias, a Caconda, que até ao final do século XIX fora o grande centro de trocas comerciais e ponto-chave da ocupação portuguesa no interior da região planáltica de Benguela.
A CCFB tinha sede administrativa em Lisboa, e operacional no Lobito (depois no Huambo), e foi constituída nos termos do decreto de 28 de novembro de 1902. Os seus estatutos foram aprovados por decreto de 25 de maio de 1903 e subsequentemente alterados pelos decretos n.º 11732, de 29 de maio de 1926, n.º 31940, de 26 de março de 1942, n.º 32053, de 30 de maio de 1942, n.º 41429, de 6 de dezembro de 1957, n.º 48771, de 18 de dezembro de 1968, n.º 49220, de 2 de setembro de 1969, e n.º 482/70, de 17 de Outubro.
A empresa teve a sua concessão alargada ao ramal ferroviário que, entroncando na linha geral do Caminho de Ferro de Benguela, junto da Estação de Robert Williams, servia as minas de ferro de Cuíma, de que era concessionária a Companhia Mineira do Lobito.

#### Condecoração
Antes mesmo de entrar em operação completa, a ferrovia já impressionava em números e resultados, tanto que, em 5 de outubro de 1928, foi feita Grande-Oficial da Ordem Civil do Mérito Agrícola e Industrial, na Classe Industrial.

### Operação do CFB
Todas as obras do caminho de ferro foram finalizadas pela CCFB a 2 de fevereiro de 1929, e; a 10 de junho de 1931 chegou ao porto do Lobito o primeiro carregamento de cobre de Catanga.
Pelo decreto n.º 468/70, de 12 de outubro de 1970, a Companhia do Caminho de Ferro de Benguela foi autorizada a substituir parte da sua linha, junto ao litoral angolano, por um novo traçado designado por "variante do Cubal". Em consequência, o traçado da linha do caminho de ferro de Benguela que, entre o Lobito e o Cubal, resultava do artigo 12.º do Contrato de Concessão, de 28 de novembro de 1902, foi substituído pelo conjunto da variante do Cubal e do troço de ligação da cidade de Benguela à referida variante.
Em 1973 o CFB atingiu o valor máximo da sua transportação: 3.279.439 toneladas, incluindo 1.609.387 toneladas de tráfego internacional.
Em 1975 a exploração ferroviária de tráfego internacional foi suspensa, com início da guerra civil; a partir deste ano a CCFB passou a acumular imensos prejuízos materiais e financeiros, pois não conseguia alcançar as minas de Catanga, e, após a década de 1980, não chegando nem mesmo ao Huambo. Na década de 1990 a empresa já não tinha mais capital para gerir os negócios da ferrovia.

### Recapitalização da empresa
Em 28 de novembro de 2001, cessa o contrato de concessão e o Estado angolano fica na posse do Caminho de Ferro, com todo o seu património, material fixo e circulante.
Em 6 de setembro de 2003, o governo decretou a recapitalização da companhia com o nome Empresa do Caminho de Ferro de Benguela-EP, abreviadamente ECFB-EP, gerida por um conselho de administração nomeado pelo presidente da república.

### Descapitalização da empresa
Em julho de 2022, o governo angolano concessionou, por 30 anos, a linha, entre Lobito e Luau, ao consórcio Trafigura Group Pte Ltd, Vecturis SA e Mota-Engil Engenharia e Construção África SA. A concessão inclui a operação, a exploração e a manutenção do transporte ferroviário de mercadorias e de toda a infraestrutura da linha férrea. Na pós-privatização, em agosto de 2024 a Trafigura, a Vecturis e a Mota-Engil anunciaram que a empresa LAR atuaria como empreendimento conjunto e nova concessionária da linha, que passou a operar no lugar da ECFB. A ECFB foi descapitalizada após a data, entrando em dormência administrativa.